# Noord-Korea op het wereldkampioenschap voetbal 2010
Noord-Korea was een van de deelnemende landen aan het wereldkampioenschap voetbal 2010 in Zuid-Afrika. Hun voorlaatste deelname was in 1966. Noord-Korea kwalificeerde zich als een van de vier Aziatische landen. Noord-Korea was een van de minst succesvolle landen in de groepsfase. Bij het eind daarvan had Noord-Korea 0 punten en leed het zijn grootste nederlaag ooit: met 7-0 werd verloren van Portugal.

## Selectie
Op 13 mei maakte bondscoach Jong-Hun Kim zijn selectie bekend.
Later blijkt dat de Noord-Koreanen Kim Myong-Won als keeper hebben ingeschreven terwijl hij normaal gesproken als spits fungeert. Op deze manier trachtte Noord-Korea een extra spits toe te voegen aan de selectie. De FIFA had echter aangegeven dat doelmannen niet als veldspeler ingezet mochten worden.
| Nr.         | Naam          | Club                    | Geboortedatum |            |            |            |            |            |
| Doelmannen  | Doelmannen    | Doelmannen              | Doelmannen    | Doelmannen | Doelmannen | Doelmannen | Doelmannen | Doelmannen |
| ----------- | ------------- | ----------------------- | ------------- | ---------- | ---------- | ---------- | ---------- | ---------- |
| 18          | Kim Myong-Gil | Amrokgang               | 16.10.1984    |            |            |            |            |            |
| 20          | Kim Myong-Won | Amrokgang               | 15.07.1983    |            |            |            |            |            |
| 1           | Ri Myong-Guk  | Pyongyang City          | 09.09.1986    |            |            |            |            |            |
| Verdediging |               |                         |               |            |            |            |            |            |
| 2           | Cha Jong-Hyok | Amrokgang               | 25.09.1985    |            |            |            |            |            |
| 15          | Kim Yong-Jun  | Pyongyang City          | 19.07.1983    |            |            |            |            |            |
| 16          | Nam Song-Chol | 4.25 Sports Group       | 07.05.1982    |            |            |            |            |            |
| 13          | Pak Chol-Jin  | Amrokgang               | 05.09.1985    |            |            |            |            |            |
| 4           | Pak Nam-chol  | 4.25 Sports Group       | 02.07.1985    |            |            |            |            |            |
| 14          | Pak Nam-chol  | Amrokgang               | 03.10.1988    |            |            |            |            |            |
| 3           | Ri Jun-Il     | Sobaeksu                | 24.08.1987    |            |            |            |            |            |
| 5           | Ri Kwang-Chon | 4.25 Sports Group       | 04.09.1985    |            |            |            |            |            |
| 21          | Ri Kwang-Hyok | Kyonggongop             | 17.08.1987    |            |            |            |            |            |
| Middenveld  |               |                         |               |            |            |            |            |            |
| 17          | Ahn Young-Hak | Omiya Ardija (JPN)      | 25.10.1978    |            |            |            |            |            |
| 8           | Ji Yun-Nam    | 4.25 Sports Group       | 20.11.1976    |            |            |            |            |            |
| 6           | Kim Kum-Il    | 4.25 Sports Group       | 10.10.1987    |            |            |            |            |            |
| 22          | Kim Kyong-Il  | Rimyongsu               | 11.12.1988    |            |            |            |            |            |
| 11          | Mun In-Guk    | 4.25 Sports Group       | 29.09.1978    |            |            |            |            |            |
| 19          | Ri Chol-Myong | Pyongyang City          | 18.02.1988    |            |            |            |            |            |
| Aanval      |               |                         |               |            |            |            |            |            |
| 7           | An Chol-Hyok  | Rimyongsu               | 27.07.1985    |            |            |            |            |            |
| 12          | Choe Kum-chol | 4.25 Sports Group       | 09.02.1987    |            |            |            |            |            |
| 10          | Hong Yong-Jo  | FK Rostov (RUS)         | 22.05.1982    |            |            |            |            |            |
| 9           | Jong Tae-Se   | Kawasaki Frontale (JPN) | 22.03.1984    |            |            |            |            |            |
| 23          | Pak Sung-Hyok | Sobaeksu                | 30.05.1990    |            |            |            |            |            |

## Stand
| Land        | Wed | Win | Gel | Ver | DV | DT | +/- | Pnt |
| ----------- | --- | --- | --- | --- | -- | -- | --- | --- |
| Brazilië    | 3   | 2   | 1   | 0   | 5  | 2  | +3  | 7   |
| Portugal    | 3   | 1   | 2   | 0   | 7  | 0  | +7  | 5   |
| Ivoorkust   | 3   | 1   | 1   | 1   | 4  | 3  | +1  | 4   |
| Noord-Korea | 3   | 0   | 0   | 3   | 1  | 12 | -11 | 0   |

## Wedstrijden
|                        |                      |       |                |                                                                            |
| 15 juni 2010 20:30 uur | Brazilië             | 2 – 1 | Noord-Korea    | Ellispark, Johannesburg Toeschouwers: 54.331 Scheidsrechter: Viktor Kassai |
| 15 juni 2010 20:30 uur | Maicon 55' Elano 72' |       | 89' Ji Yun-Nam | Ellispark, Johannesburg Toeschouwers: 54.331 Scheidsrechter: Viktor Kassai |

|                        | |       |             |                                                                            |
| 21 juni 2010 13:30 uur | Portugal                                                                                           | 7 – 0 | Noord-Korea | Groenpuntstadion, Kaapstad Toeschouwers: 63.644 Scheidsrechter: Pablo Pozo |
| 21 juni 2010 13:30 uur | Raul Meireles 28' Simão 53' Hugo Almeida 56' Tiago 60' Liedson 81' Cristiano Ronaldo 88' Tiago 89' |       |             | Groenpuntstadion, Kaapstad Toeschouwers: 63.644 Scheidsrechter: Pablo Pozo |

|                        |             |                                                              |           |                                                                                           |
| 25 juni 2010 16:00 uur | Noord-Korea | 0 – 3                                                        | Ivoorkust | Mbombela Stadion, Nelspruit Toeschouwers: 34.763 Scheidsrechter: Alberto Undiano Mallenco |
| 25 juni 2010 16:00 uur |             | 14' Yaya Touré 20' Christian N'Dri Romaric 82' Salomon Kalou |           | Mbombela Stadion, Nelspruit Toeschouwers: 34.763 Scheidsrechter: Alberto Undiano Mallenco |

## Bijzonderheden
- Vóór het duel met het Braziliaans voetbalelftal ging het gerucht dat vier Noord-Koreanen 'spoorloos' verdwenen waren, te weten Kim Myong Won, Kim Kyong Il, Pak Sung Hyok en Chol Hyok. Zij bleken later gewoon aanwezig, alleen zouden ze niet op het wedstrijdformulier zijn gezet. Een aangekondigde persconferentie over deze zaak verviel.[3]
- Het 0-7 verlies tegen Portugal was niet alleen de zwaarste Noord-Koreaanse nederlaag ooit, het was ook de eerste wedstrijd van het elftal die live in Noord-Korea werd uitgezonden.[4] Bij de laatste paar treffers van Portugal zweeg de commentator van de staatstelevisie.
- Volgens Asia News moesten de spelers en met name de coach na thuiskomst een officiële, urenlange 'ideologische' berisping ondergaan vanwege de nederlagen.[5] De FIFA maakte in augustus 2010 zelfs bekend een onderzoek te zijn begonnen naar berichten dat de spelers zijn mishandeld. Van trainer Kim Jong Hun was na zijn terugkeer niets meer vernomen, volgens onbevestigde berichten zou hij naar een van de beruchte strafkampen zijn gestuurd.[6] Later die maand maakte de FIFA bekend op basis van verklaringen van de Zuid-Koreaanse voetbalbond voldoende bewijs te hebben dat de eerdere berichten niet klopten. De voetballers zouden alweer trainen voor de Aziatische Spelen.[7]